# Митний кордон України
Митний кордон України – межі митної території України. Митний кордон України збігається з державним кордоном України, крім меж штучних островів, установок і споруд, створених у виключній (морській) економічній зоні України, на які поширюється виключна юрисдикція України. Межі території зазначених островів, установок і споруд становлять митний кордон України.

## Законодавчий статус
Офіційний статус митного кордону України визначається Митним кодексом України.

## Основні положення
Митний кордон України може визначатись як кордон території, на яку поширюється національне митне законодавство та який відокремлює митну територію України від інших територій та акваторій, які мають іншу юрисдикцію.
В цілому визнання меж митного кордону України в чинному законодавстві пов’язується з державним кордоном України - лінією і вертикальною поверхнею, що проходить по цій лінії, які визначають межі території України - суші, вод, надр, повітряного простору (ст. 1 Закону України «Про державний кордон України»).
Державний кордон України, а відтак і митний кордон України, якщо інше не передбачено міжнародними договорами України, встановлюється:
1. на суші - по характерних точках і лініях рельєфу або ясно видимих орієнтирах;
2. на морі - по зовнішній межі територіального моря України;
3. на судноплавних річках - по середині головного фарватеру або тальвегу річки; на несудноплавних річках (ручаях) - по їх середині або по середині головного рукава річки; на озерах та інших водоймах - по прямій лінії, що з'єднує виходи державного кордону України до берегів озера або іншої водойми. Державний кордон України, що проходить по річці (ручаю), озеру чи іншій водоймі, не переміщується як при зміні обрису їх берегів або рівня води, так і при відхиленні русла річки (ручаю) в той чи інший бік;
4. на водосховищах гідровузлів та інших штучних водоймах - відповідно до лінії державного кордону України, яка проходила на місцевості до їх заповнення;
5. на залізничних і автодорожніх мостах, греблях та інших спорудах, що проходять через прикордонні ділянки судноплавних і несудноплавних річок (ручаїв), - по середині цих споруд або по їх технологічній осі, незалежно від проходження державного кордону України на воді.

Крім того, межі території штучних островів, установок і споруд, створених у виключній (морській) економічній зоні України, на які поширюється виключна юрисдикція України зазначених островів, установок і споруд, становлять митний кордон України.

## Види митного кордону України
- Зовнішній митний кордон України розмежовує митний кордон суміжних держав і переважно співпадає із державним кордоном.
- Внутрішній митний кордон знаходиться в середині держави, він співпадає з межами вільних митних зон або із зонами митного контролю в пунктах пропуску через державний кордон України митних постів, що розташовані в міжнародних аеропортах.

## Пункти пропуску через митний кордон України
Відповідно до митного законодавства, переміщення товарів через митний кордон України здійснюється у пунктах пропуску через державний кордон України, перелік яких визначається Кабінетом Міністрів України відповідно до міжнародних договорів України, укладених в установленому законом порядку.
Переміщення окремих видів товарів через митний кордон України може здійснюватися у спеціально визначених пунктах пропуску через державний кордон України. Переліки таких товарів та пунктів пропуску затверджуються Кабінетом Міністрів України.

### Класифікація пунктів пропуску
За категоріями:
- міжнародні (для пропуску громадян, транспортних засобів та вантажів будь-яких держав, а також осіб без громадянства);
- міждержавні (для пропуску громадян, транспортних засобів та вантажів України і суміжної держави);
- місцеві (для спрощеного пропуску громадян України і суміжної держави, які проживають у прикордонних областях (районах), і транспортних засобів, що їм належать, якщо інше не передбачено міжнародними договорами України).

За видами сполучення для:
- автомобільного;
- залізничного;
- морського;
- пішохідного;
- повітряного;
- поромного і річкового.

За характером транспортних перевезень: 
- пасажирські, вантажні, вантажно-пасажирські (з обмеженням або без обмеження вантажопідйомності транспортних засобів);
- для окремих видів транспортних засобів (військових кораблів, морських та річкових суден);
- для окремих видів операцій (перевалка вантажів, проведення ремонтних робіт тощо).

За режимом функціонування: 
- постійні;
- тимчасові.

За часом роботи:
- цілодобові
- такі, що працюють у визначений час.